# Fausto Masnada
Fausto Masnada (Bérgamo, 6 de noviembre de 1993) es un ciclista profesional italiano que compite con el equipo XDS Astana Team.

## Palmarés
2015
- Piccolo Giro de Lombardía

2016
- Giro del Medio Brenta[1]

2018
- Tour de Hainan, más 1 etapa

2019
- 2 etapas del Tour de los Alpes
- 1 etapa del Giro de Italia, más premio de la combatividad[2]

2021
- 2.º en el Campeonato de Italia en Ruta

2022
- 1 etapa del Tour de Omán

## Resultados en Grandes Vueltas y Campeonatos del Mundo
| Carrera         | Carrera         | 2017 | 2018 | 2019 | 2020 | 2021 | 2022 | 2023 | 2024 | 2025 |
| --------------- | --------------- | ---- | ---- | ---- | ---- | ---- | ---- | ---- | ---- | ---- |
|                 | Giro de Italia  | —    | 26.º | 20.º | 9.º  | Ab.  | —    | —    | —    | 41.º |
|                 | Tour de Francia | —    | —    | —    | —    | —    | —    | —    | —    | —    |
|                 | Vuelta a España | —    | —    | —    | —    | —    | 57.º | —    | —    | —    |
| Mundial en Ruta | Mundial en Ruta | —    | —    | —    | 23.º | —    | —    | —    | —    | —    |

—: no participa
Ab.: abandono

## Equipos
- Lampre-Merida (stagiaire) (2016)[3]
- Androni Giocattoli-Sidermec (2017-2019)
- CCC Team[4] (2020)[5]
- Quick Step[6] (2020-2024)[7]
  - Deceuninck-Quick Step (2020-2021)
  - Quick-Step Alpha Vinyl Team (2022)
  - Soudal Quick-Step (2023-2024)
- XDS Astana Team (2025-)